# 小菜

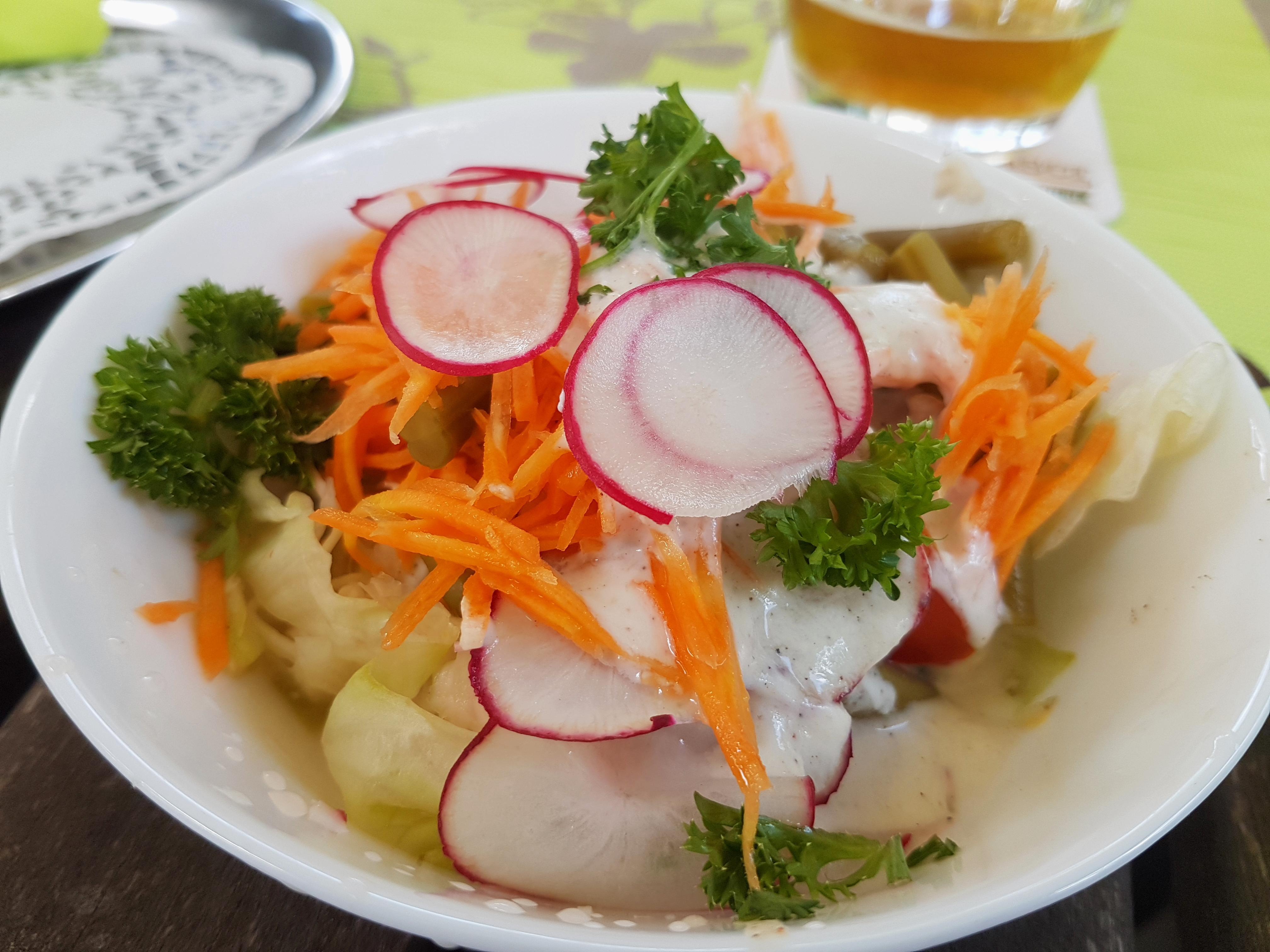
小菜的範例圖片，還有更多樣式的小菜。

小菜是對份料較小的菜餚之稱呼，與份量較大的「主菜」相對，又可稱為副食或配菜。有時可指開味小菜，或指單人或少數人食用的餐點，依各地的民情而有不同的定義。

## 中餐
中国菜中所稱的小菜，是指份量較少、以方便2至4人享用的正式菜餚。相對於小菜，即是標準分量適合一桌人，例如婚宴、慶功宴的10至12人一圍享用的大碟菜式。
從前光顧餐館的食客，必須要多約幾位朋友或同事同桌進餐，才可能多點幾款菜，否則要餐後打包及浪費金錢和食物。而小菜的設計，就是為了吸引每圍枱人數小，又想多試幾味菜式的食客。中式餐館的小菜可以要求加大，但要在點菜時跟侍應聲明，例如要加大到6至8人食用，但價錢會較高。

### 台灣
台灣所稱的小菜有兩種意思。第一種與傳統中華料理上的意義相近，例如台灣有一類標榜「清粥小菜」的餐館，會提供多達數十種樣式的小菜，供顧客搭配清粥或食用；麵食餐館也會提供類似的小菜，供顧客搭配麵類食用。另一種則是指正式菜餚（主菜）上來之前，提供顧客開胃並打發時間的簡易菜餚，與開味小菜同義，這種主要出現在宴會場合上。台灣的小菜選料以烹調簡單的食物為主，常見的有瓜子、涼拌小黃瓜、涼拌海蜇皮、椒鹽毛豆等，一般均使用小碟子裝。基本上臺灣的小菜，都是屬於由中式烹飪技法演變而來的。

## 日本料理
日本料理中的小菜可稱為「惣菜」（日语：／ Sōzai, Sōsai ?；「惣」字讀音同「總」）或「御數」（日语：／ Okazu ?）。惣菜是指已經調理過的食物，等同中文所稱的「配菜」；為了因應外食族群的增加，現今在日本的市場、百貨等地的餐飲店均會販售即食之用的惣菜，甚至以冷凍食品販售。御數則指搭配米飯等主食食用的餐點，與中文稱的「家常菜」相近，通常以小碗或小碟子盛裝。

## 韓國料理
在韓國餐館裡，顧客一點完主菜，服務生便會送上6至8樣免費的「飯饌」（반찬），而且吃完還可以再加菜。伴餐的內容主要為各式泡菜、醃漬物以及涼拌菜，其中半數以上都會是辣的。